# Isländische Fußballmeisterschaft 1912
Die isländische Fußballmeisterschaft 1912 war die erste Spielzeit der höchsten isländischen Fußballliga. Sie dauerte vom 28. Juni 1912 bis zum 2. Juli 1912.
Es nahmen lediglich drei Mannschaften am Bewerb teil. Der Titel in der Premierensaison ging an den KR Reykjavík.
Das erste Tor der Liga wurde von Pétur Jón Hoffman Magnússon erzielt.

## Abschlusstabelle
| Pl. | Verein           | Sp. | S | U | N | Tore    | Quote | Punkte |
| --- | ---------------- | --- | - | - | - | ------- | ----- | ------ |
| 1.  | KR Reykjavík     | 2   | 1 | 1 | 0 | 004:100 | 4,00  | 03:10  |
| 1.  | Fram Reykjavík   | 2   | 1 | 1 | 0 | 004:100 | 4,00  | 03:10  |
| 3.  | ÍB Vestmannaeyja | 2   | 0 | 0 | 2 | 000:600 | 0,00  | 0:40   |

- ÍB Vestmannaeyja zog sich nach der ersten Begegnung aus dem Bewerb zurück.

## Kreuztabelle
| 1912             | KR Reykjavík | Fram Reykjavík | ÍB Vestmannaeyja |
| KR Reykjavík     |              | 1:1            | -                |
| Fram Reykjavík   | -            |                | 3:0 1            |
| ÍB Vestmannaeyja | 0:3          | -              |                  |

## Finale

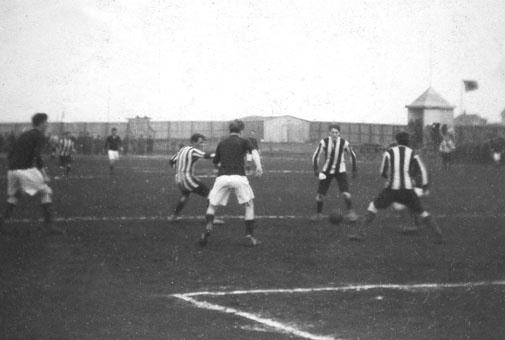
Szene aus dem Spiel KR gegen Fram am 2. Juli 1912

Die beiden besten Mannschaften des Grunddurchgangs spielten in einem Finale um den Meistertitel:
| Paarung        | KR Reykjavík – Fram Reykjavík |
| Ergebnis       | 3:2 |
| Datum          | 2. Juli 1912, 21:00 |
| Zuschauer      | etwa 500 |
| Schiedsrichter | Ólafur Rósenkranz |
| Tore           | KR Reykjavík: Kjartan Konráðsson, Ludvig A. Einarsson, Björn Þórðarson Fram Reykjavík: Hinrik Thorarensen, Friðþjófur Thorsteinsson |